# Pronephrium borneense
Pronephrium borneense är en kärrbräkenväxtart som först beskrevs av William Jackson Hooker, och fick sitt nu gällande namn av Holtt. Pronephrium borneense ingår i släktet Pronephrium och familjen Thelypteridaceae. Inga underarter finns listade.